# Zbigniew Szymański (dyplomata)
Zbigniew Tadeusz Szymański (ur. 7 września 1946 w Bydgoszczy, zm. 31 marca 2016 w Warszawie) – polski urzędnik i dyplomata; ambasador RP na Cyprze (2004–2008).

## Życiorys
Syn Stefana i Anny. Ukończył studia na Wydziale Handlu Zagranicznego Szkoły Głównej Planowania i Statystyki. Od 1969 w Ministerstwie Spraw Zagranicznych. Pracował w organizacjach międzynarodowych, w ambasadach RP w Budapeszcie, w Wiedniu. W 1986 objął stanowisko I sekretarza ambasady RP w Hadze, a po powrocie do kraju został doradcą ministra, kierownikiem wydziału w Departamencie Instytucji Europejskich. Od 1994 był wicedyrektorem Departamentu Systemu Narodów Zjednoczonych. Następnie był dyrektorem Departamentu Stosunków Ekonomicznych, Departamentu Systemu Narodów Zjednoczonych i Problemów Globalnych. Od 31 lipca 2004 do 2008 był ambasadorem RP na Cyprze.
Odznaczony Złotym Krzyżem Zasługi (1997) oraz Krzyżem Kawalerskim Orderu Odrodzenia Polski (2010).
Znał języki: angielski, niemiecki, rosyjski. Pochowany na Cmentarzu prawosławnym w Warszawie.